# Gia Lạc
Gia Lạc là một xã vùng chiêm trũng nằm ở tây nam huyện Gia Viễn, tỉnh Ninh Bình, Việt Nam.

## Địa lý
Xã Gia Lạc nằm ở tây nam huyện Gia Viễn, cách trung tâm thành phố Ninh Bình 19 km, cách thị trấn Me 3 km về phía bắc, cách Chùa Bái Đính khoảng 2 km về phía đông nam, có vị trí địa lý:
- Phía đông giáp xã Gia Trung
- Phía nam giáp xã Gia Sinh và xã Gia Phong
- Phía tây giáp xã Gia Minh
- Phía bắc giáp xã Gia Thịnh.

Xã Gia Lạc có diện tích 6,17 km², dân số năm 2019 là 5.003 người, mật độ dân số đạt 811 người/km².

## Hành chính
Xã Gia Lạc được chia thành 4 làng: Lạc Khoái, Minh Đường, Lạc Thiện, Mai Sơn (làng Lê).

## Lịch sử
Được thành lập theo quyết định 1506/QD-TCCP ngày 18/12/1976 trên cơ sở xã Gia Lạc và Gia Ninh.

## Kinh tế

### Âu thuyền Lê
Ngoài công trình thủy lợi lớn là Tràn Lạc Khoái ra, Gia Lạc còn một công trình thủy khác nữa là âu thuyền Lê, tại Mai Sơn, cạnh trường cấp 3 Gia Viễn C. Đây là công trình kết hợp, vừa có chức năng điều tiết nước đồng thời cũng là công trình giao thông thủy, giúp cho thuyền bè qua lại giữa hệ thống sông Hoàng Long và trong đồng một cách dễ dàng.
Trước đây âu thuyền vận hành hoàn toàn bằng tay, nay đã được nâng cấp và vận hành bằng điện.

### Đập tràn Lạc Khoái
Đập tràn Lạc Khoái là một công trình lớn nằm trên đê hữu sông Hoàng Long, thuộc xã Gia Lạc, Gia Viễn. Đập Lạc Khoái được xây dựng năm 1970 và nâng cấp từ năm 2005 - 2009. Phương án vận hành tràn Lạc Khoái được thực hiện theo nguyên tắc: Khi mực nước sông Hoàng Long làm ảnh hưởng đến an toàn các tuyến đê tiến hành phân lũ bằng biện pháp mở 24 khoang cửa vào vùng hữu. Sau khi mở 24 cửa tràn mà nước sông Hoàng Long vẫn tiếp tục lên, vẫn có nguy cơ vỡ các tuyến đê sông tiến hành vận hành tràn sự cố dài 613,2m, bằng biện pháp dùng 2 máy xúc mở từ giữa sang hai bên, kết hợp với lực lượng xung kích và quân đội.
Đập tràn Lạc Khoái cũ có chiều dài 730m, cao trình đỉnh tràn +4,0, trạch đất 4,6m. Khi nâng cấp, đập tràn Lạc Khoái được xây dựng với 2 phần: Tràn điều tiết dài 116,8m với 24 khoang, cao trình tràn +5,7m, cửa van bằng thép đóng mở bằng vít V5 vận hành điện kết hợp quay tay. Phần còn lại gọi là tràn sự cố, có chiều dài hơn 613m, cao trình đỉnh +6,1m, mặt rộng 7m và trên mặt được cải tạo bằng đá cấp phối. Công trình đập tràn Lạc Khoái tại xã Gia Lạc (Gia Viễn, Ninh Bình) đã hoàn thành, được đưa vào vận hành chủ động điều tiết lũ, góp phần bảo vệ các tuyến đê sông Hoàng Long, bảo đảm tài sản tính mạng của nhân dân 10 xã vùng úng trũng của các huyện Nho Quan, Gia Viễn.
Trước đây, khi chưa xây dựng đập tràn kiên cố, hàng năm 4 xã hữu ngạn sông Hoàng Long gồm Gia Lạc, Gia Sinh, Gia Phong và Gia Minh nói chung và Gia Lạc nói riêng, thường xuyên phải hứng chịu các trận lụt. Có thể nói, lụt lội ở đây xảy ra khá thường xuyên, có năm lụt đến 2 lật, cách nhau 1 tháng (điển hình như năm 1994). Những khi có lụt, bộ đội + nhân nhân địa phương thường trực đêm 24/24h để chống lũ và báo động trong trường hợp vỡ đập tràn. Từ khi xây dựng xong đập tràn đến nay, tuy chưa có trận lũ nào gây nguy hiểm đến Gia Lạc, xong tin rằng nhân dân và các ban ngành quản lý sẽ chủ động hơn trong việc chống bão lũ hàng năm.

## Văn hóa - du lịch

### Di tích
Tính đến năm 2010, Gia Lạc có 1 di tích cấp quốc gia là chùa Hưng Khánh.

### Đảo cò Gia Lạc
Đảo cò Gia Lạc nằm giữa bãi sông Hoàng Long, thuộc xã Gia Lạc, huyện Gia Viễn cách thành phố Ninh Bình 20 km. Nơi đây có hàng nghìn con cò trắng từ khắp nơi về sinh sống, kiếm ăn và sinh sản.
Chiều đến, hàng nghìn con chim đủ các loại đi kiếm ăn từ khắp nơi đổ về bãi cây ven sông Hoàng Long ở Ninh Bình trú ngụ. Hơn chục năm qua, mỗi ngày đàn chim đổ về đây sinh sống đông hơn, biến khu đất hoang thành vườn chim “khổng lồ” bên bãi sông. Vào tháng 3, tháng 4 hàng năm là mùa chim cò đẻ trứng. Tổ chim phủ kín trên các cành cây. Vì được bảo vệ nên các tổ chim cứ vậy sinh sôi nảy nở ngày một nhiều hơn. Cứ hết thế hệ chim con này ra đời, đến thế hệ nối tiếp sinh sản làm cho đàn chim ở vườn cây ngày một phong phú và đa dạng hơn.
Số lượng chim ở vườn cây bên bãi sông Hoàng Long này được ví như những vườn chim nổi tiếng ở Ninh Bình như: vườn chim Thung Nham (xã Ninh Hải), đầm Vân Long (xã Gia Vân), Đầm Cút (xã Gia Hòa).